# Archiv für Papyrusforschung
 (août 2011).
Si vous disposez d'ouvrages ou d'articles de référence ou si vous connaissez des sites web de qualité traitant du thème abordé ici, merci de compléter l'article en donnant les références utiles à sa vérifiabilité et en les liant à la section « Notes et références ».
Archiv für Papyrusforschung und verwandte Gebiete (abrégé AfP ou ArchPap), est une revue d’histoire ancienne allemande consacrée à la papyrologie. Fondée en 1901 par Ulrich Wilcken, c'est la première revue de cette discipline à avoir vu le jour. Sa parution était assez irrégulière dans un premier temps, notamment à cause des deux guerres mondiales, et seuls quatorze numéros ont paru entre la date de sa fondation et 1941, et aucun jusqu’en 1952.

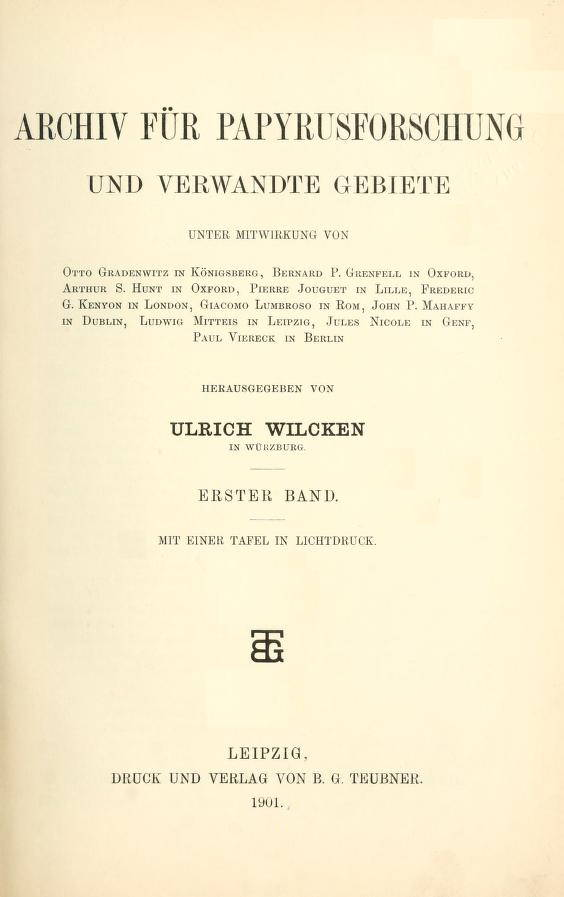

La revue a d’abord été éditée aux éditions Teubner ; au moment de la division du pays, la maison d’édition s’étant elle-même séparée en deux, elle s'est rattachée à la branche de Stuttgart. Depuis 1999, la revue est éditée par les éditions Gruyter.
Les rédacteurs actuels sont : Jean-Luc Fournet, Bärbel Kramer, Wolfgang Luppe, Herwig Maehler, Brian McGing, Günter Poethke, Fabian Reiter et Sebastian Richter. Elle comporte des textes en allemand, anglais, français et italien. La revue est publiée en coopération avec les musées nationaux de Berlin.